# Maria Rørbye Rønn
Bodil Maria Rørbye Rønn R. (født 25. januar 1964) er en dansk jurist, der siden 2010 har været DR's generaldirektør, frem til februar 2011 dog som konstitueret. Hun bliver afløst af Bjarne Corydon som generaldirektør for DR den 1. august 2025.
Rønn er uddannet cand.jur. fra Københavns Universitet. Hun var tidligere ansat i Justitsministeriet og Kulturministeriet inden hun i 1995 kom til DR. Her begyndte hun i DR Ophavsret, og blev i 2001 chef for DR Jura. I 2007 blev ansvarsområdet udvidet, så hun fik titel af chef for DR Jura, Politik og Strategi. Da Kenneth Plummer forlod DR 28. oktober 2010 blev hun konstitueret generaldirektør, og 6. februar 2011 kom det frem, at bestyrelsen har valgt hende til ny generaldirektør.
Morten Hesseldahl, Lisbeth Knudsen og Ulrik Haagerup blev set som kandidater til posten som generaldirektør, men Rønn endte som direktør efter enighed i bestyrelsen.
15. april 2013 modtog Rørbye Rønn Ridderkorset af 1. grad.
I 2015 publicerede DR’s generaldirektør, cand.jur. Maria Rørbye Rønn, en kronik i Berlingske; ifølge hendes kronik brugte de 7-12-årige tre gange så lang tid på at se Disney, Youtube og Netflix, som de brugte på at se DR Ultra. Kronikken har generaldirektøren publiceret kun to år efter, at TV-kanalen DR Ultra blev lanceret.